# あばれ医者嵐山
『あばれ医者嵐山』（あばれいしゃらんざん）は、1995年10月9日から1995年12月25日までテレビ東京系で放送されたテレビ東京、ユニオン映画製作の時代劇である。全12話。

## 概要
人の命を救うことが使命の医者が苦悩の中で弱者のために立ち上がり、人の世の病巣である悪を斬り捨てる。将軍の御典医の家に生まれ、より多くの人々を救うため市井の医者・林家に婿養子として入った主人公・嵐山を西郷輝彦が、同じく医者である妻・美沙を渡辺梓が、それぞれ演じる。夫婦"共稼ぎ"料理上手の夫と、現代風のキャラクター設定がユニーク。
CS等で複数の再放送はあったものの、長年にわたりソフト化されていなかったが、2022年12月21日にDVDが発売された。

## キャスト
- 林嵐山：西郷輝彦
- 林美沙：渡辺梓
- 銀次：横堀悦夫
- 月光院：野川由美子
- 小久保宗悦：広岡瞬
- お駒：佳那晃子
- 覚兵衛：長門勇

## サブタイトル
| 話数   | 放送日   | サブタイトル         | 脚本       | 監督     | ゲスト出演者 |
| ------ | -------- | -------------------- | ---------- | -------- | --- |
| 第1話  | 10月9日  | 「酔いどれに恋女房」 | 中野顕彰   | 金鐘守   | 柏木洞石：津嘉山正種 さと：東啓子 若狭屋儀平：中田浩二 北見：五十嵐義弘 ：入江毅 ：遠山金次郎 ：白井滋郎 ：有島淳平 ：木下通博 ：上野秀年 ：稲泉智万 ：浅田祐二 ：夏山剛一 ：安藤彰則 ：高橋龍規 ：相良瑠実子 ：上田こずえ ：春藤眞澄 |
| 第2話  | 10月16日 | 「日陰の女」         | 鈴木生朗   | 金鐘守   | お妻：金沢碧 茂兵衛：辻萬長 鶴吉：六浦誠 助五郎：福本清三 伏見屋藤蔵：時代吉二郎 |
| 第3話  | 10月23日 | 「あばずれ純情伝」   | 名倉勲     | 小澤啓一 | おいち：上野めぐみ 八重：越智静香 治兵衛：平泉成 土岐土佐守：内田勝正 |
| 第4話  | 10月30日 | 「縁切り寺の女」     | 田上雄     | 小澤啓一 | お園：神保美喜 結城屋久右衛門：大出俊 早坂新三郎：潮哲也 堺屋藤兵衛：岩尾正隆 弥七：武井三ニ |
| 第5話  | 11月6日  | 「夢のかけら」       | 古田求     | 金鐘守   | 松吉：竹本孝之 お杉：伊藤美紀 芦刈の作蔵：鹿内孝 助造：石倉英彦 いさ：細川純一 春月尼：貴森みやこ 娼家の女将：河東けい |
| 第6話  | 11月13日 | 「神かくし」         | 渡辺善則   | 井上泰治 | 蓑助：三ツ木清隆 蜂屋七郎兵衛：中野誠也 捨吉：大平英輝 青木六蔵：有川正治 清松：はりた照久 ：田辺ひとみ ：鈴川法子 ：神原千恵 ：中坪和代                                                                                              |
| 第7話  | 11月20日 | 「死んだはずの男」   | 田上雄     | 金鐘守   | 天竺屋佐兵衛：織本順吉 松平頼母：原口剛 浦生鬼十郎：山西道広 おみよ：立原麻衣 |
| 第8話  | 11月27日 | 「おもかげ」         | 鈴木生朗   | 松島稔   | 亥之吉：加納竜 筏屋網五郎：久富惟晴 お夏：青山知可子 安造：伊庭剛 吉蔵：井上茂 政次郎：玉生司朗 直吉：山崎博之 おたみ：川本美由紀 |
| 第9話  | 12月4日  | 「じょんからの女」   | 安藤日出男 | 井上泰治 | おせい：佳山まりほ 榊一郎太：加藤純平 新藤左門：伊藤敏八 仙造：小林勝彦 お滝：小柳圭子 |
| 第10話 | 12月11日 | 「良薬の罠」         | 渡辺善則   | 井上泰治 | 勘兵衛：工藤堅太良 坂上静馬：成瀬正孝 お澄：春やすこ 清川主水：出水憲 甲州屋弥吉：谷口高史 喜平：遠山二郎 大和屋利助：宮城幸生 そば屋の女将：富さか江                                                                                 |
| 第11話 | 12月18日 | 「きれた絆」         | 中野顕彰   | 松島稔   | 木田要之進：冨家規政 小堺：頭師孝雄 南部屋徳兵衛：伊藤高 赤塚若狭守：中田博久 木田孝太郎：青木海 おとせ：塚本加成子 尼僧：貴森みやこ 富三：大矢敬典 茂助：広瀬義宣                                                                    |
| 第12話 | 12月25日 | 「最期の土俵入り」   | 名倉勲     | 井上泰治 | 相撲常：松田勝 岡野孫兵衛：山本紀彦 秋田屋重蔵：上野山功一 銀次：当銀長太郎 ：嶋多佳子 徳の市：勝野賢三 治助：波多野博 |

## スタッフ
- プロデューサー：江津兵太（テレビ東京）、小川治（テレビ東京）、大藤博司（ユニオン映画）、今井正夫（東映太秦映像）
- 脚本：中野顕彰、鈴木生朗、名倉勲、田上雄、古田求、渡辺善則、安藤日出男
- 音楽：菊池俊輔
- 撮影：萩屋信、原田裕平、小林善和、片山顕
- 照明：大谷康郎、岩見秀夫、増田悦章、武邦男
- 録音：田辺義教、面屋竜憲、佐藤茂樹
- 編集：藤原公司
- 記録：小川加津子、森井千尋、牛田二三子、西村直美
- 美術：井川徳道、鈴木孝俊、辻野大、三浦鐐二
- 助監督：渡辺譲、梅原重行、佐藤晴夫、中川裕介
- 整音：神戸孝憲
- 番組宣伝：谷藤弘雄（テレビ東京）、平田和司（テレビ東京）
- スチール：林晋
- 擬斗：菅原俊夫、清家三彦（東映剣会）
- 邦楽監修：中本哲
- 演技事務：山下義明、西村尚三
- 計測：山本辰也、長谷川光徳
- 撮影協力：京都 大覚寺、粟生 光明寺
- 進行：土生川明弘、宮崎俊弥、進藤盛延
- 装置：岡田実
- 装飾：渡辺源三、平田俊昭
- 小道具：高津商会
- 衣装：米田稔
- 美粧結髪：東和美粧
- かつら：山崎かつら
- 制作担当：北村良一
- 現像・テレシネ：IMAGICA
- 主題歌：「時に抱かれて」
作詞：荒木とよひさ　作曲：都志見隆　編曲：川村栄二　唄：西郷輝彦（日本クラウン）
- 監督： 金鐘守、小澤啓一、井上泰治、松島稔
- 制作協力：東映太秦映像
- 製作：テレビ東京、ユニオン映画